# Michael Barnes
Michael Thomas Barnes (født 24. juni 1988 i Chorley, Lancashire, England) er en engelsk fodboldspiller. Hans regulære position er på venstre fløj-positionen.